# 하급돌격지도자

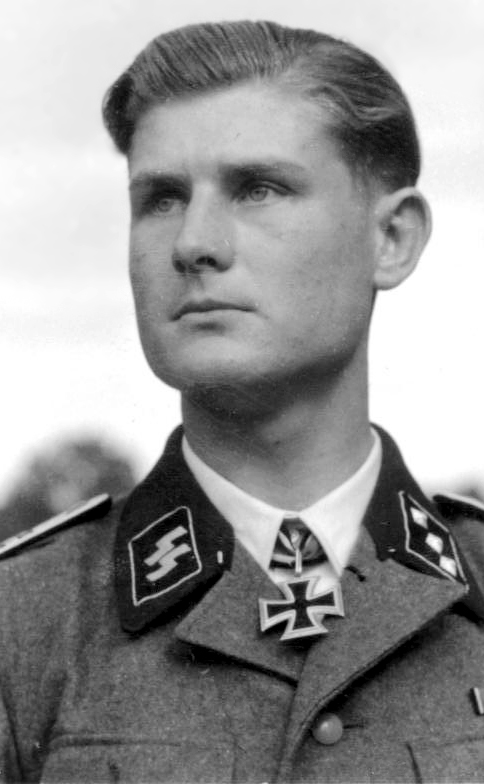
하급돌격지도자 기장을 달고 있는 베르너 볼프.

하급돌격지도자(Untersturmführer)는 나치 친위대의 준군사계급으로 1934년 7월 처음 설치되었다. 돌격대의 돌격지도자에 그 기원을 둔다. 하급돌격지도자는 최고분대지도자(또는 무장친위대의 경우 돌격분대지도자)의 위였고 상급돌격지도자보다 아래였다. 국방군의 소위와 동렬이다.

## 참고 자료
- McNab, Chris (2009). The SS: 1923–1945. Amber Books Ltd. ISBN 978-1-906626-49-5.
- Stein, George (1984) [1966]. The Waffen-SS: Hitler's Elite Guard at War 1939–1945. Cornell University Press. ISBN 0-8014-9275-0.

1. 1 2  McNab 2009, 30쪽.
2. ↑  Stein 1984, 298, 299쪽.